# Avant-poste israélien

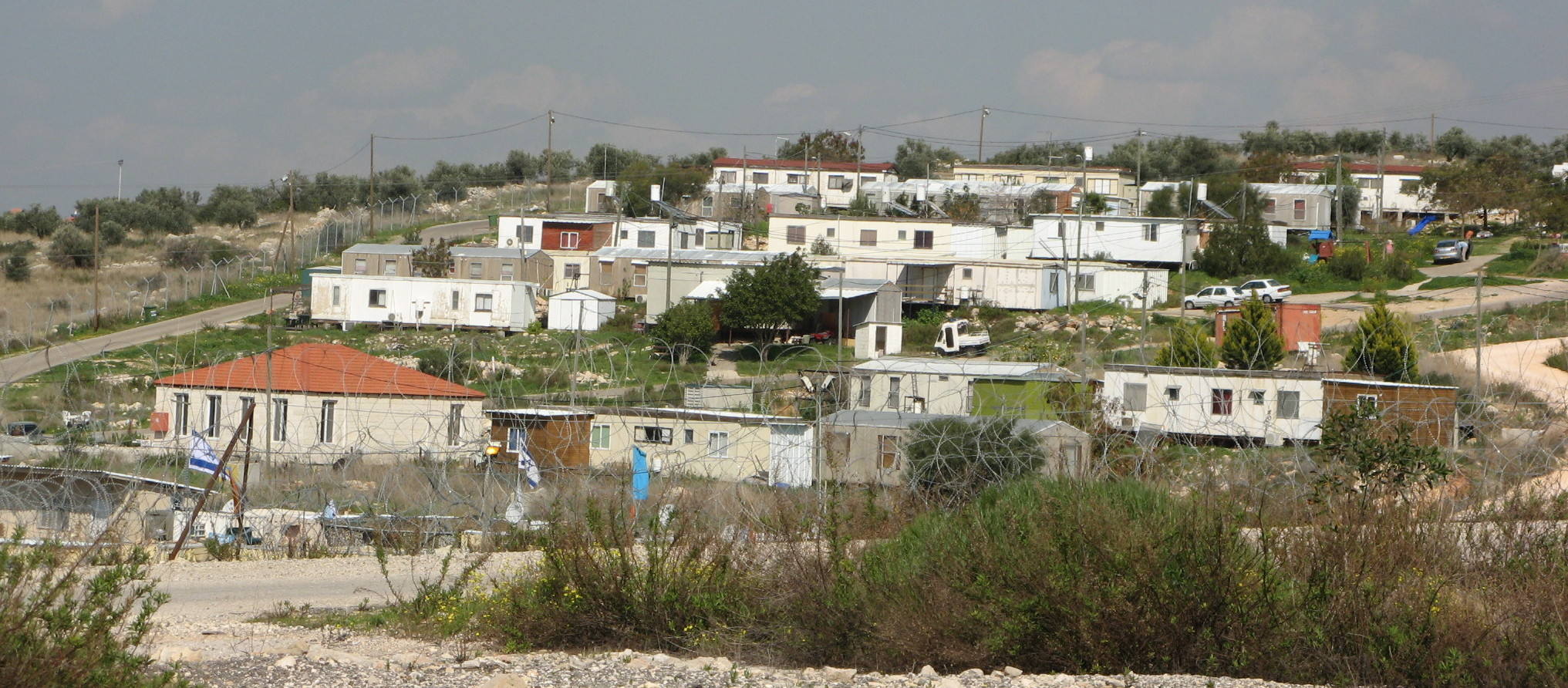
L'avant-poste Magen Dan près d'Elkana, en Cisjordanie.

Un avant-poste israélien est une colonie établie dans les territoires palestiniens occupés en violation du droit international comme des lois israéliennes. Quoiqu'ils soient construits sans l'autorisation du gouvernement israélien, les avant-postes sont souvent protégés par l'armée israélienne.
En droit israélien, les avant-postes se distinguent des autres colonies qui ont été autorisées ou sont tolérées par le gouvernement israélien. La distinction entre avant-postes illégaux et colonies légales n'est cependant pas pertinente pour le droit international, qui juge la colonisation, autorisée ou non, illégale.
Les avant-postes sont apparus après les accords d'Oslo, de 1993, lorsque le gouvernement israélien a pris l'engagement de geler la construction de nouvelles colonies,. Bien que les avant-postes ne soient pas officiellement soutenus par le gouvernement, les autorités publiques israéliennes et d'autres organismes gouvernementaux ont joué un rôle important dans leur établissement et développement.
En juillet 2002, le gouvernement israélien a reconnu que 69 avant-postes avaient été établis depuis 1996. Un certain nombre d'entre eux, les moins peuplés, ont été démantelés par la suite. En 2003, il existait 103 avant-postes. La majorité d'entre eux, soit 70 en 2002, appartiennent au mouvement Amana. En 2012, dix avant-postes non autorisés ont été légalisés rétroactivement sous le statut de quartier de colonies voisines par le gouvernement de Benyamin Netanyahou.

## La colonisation selon la loi israélienne
Si la colonisation dans les territoires occupés est illégale selon la loi internationale, elle ne l'est pas d'office selon la loi israélienne.
En 1972, la Cour Suprême d'Israël a estimé que sa juridiction s'étendait aux Territoires palestiniens occupés et a statué dans le cas du « saillant de Rafiah » que l'érection d'une colonie par des militaires justifiée par des impératifs de sécurité était en conformité avec le droit international, et que le remplacement par la suite de ces militaires par des civils n'y contrevenait pas.
En 1979, elle a cependant précisé que la construction de ces colonies ne pouvaient avoir lieu que sur des terres appartenant à l'État,.
En 1993, Israël et l'Autorité palestinienne signent les Accords d'Oslo qui mettent en place un régime d'autonomie pour la Palestine et dont l'esprit, mais pas la lettre, suppose un gel de la colonisation.
En 2005, la Cour Suprême a rendu un jugement favorable à une demande de La Paix Maintenant visant à imposer au gouvernement la destruction de 90 avant-postes illégaux.
Malgré cela, les colons construisent de nouvelles colonies sans décision gouvernementale, mais souvent avec la participation des autorités publiques israéliennes mais aussi d'autres organismes gouvernementaux et ministères, tels que le Ministère du logement et de la construction (en), la Division de l'établissement de l' Organisation sioniste mondiale et l'Administration civile. Le rapport Sasson, commandé par le Premier ministre Ariel Sharon, conclut que la prolifération des avant-postes est la poursuite de l'entreprise de colonisation israélienne et qu'il est clair qu'« un avant-poste non autorisé n'est pas un avant-poste semi-légal. Non autorisé signifie illégal ».

## Caractéristiques d'un avant-poste

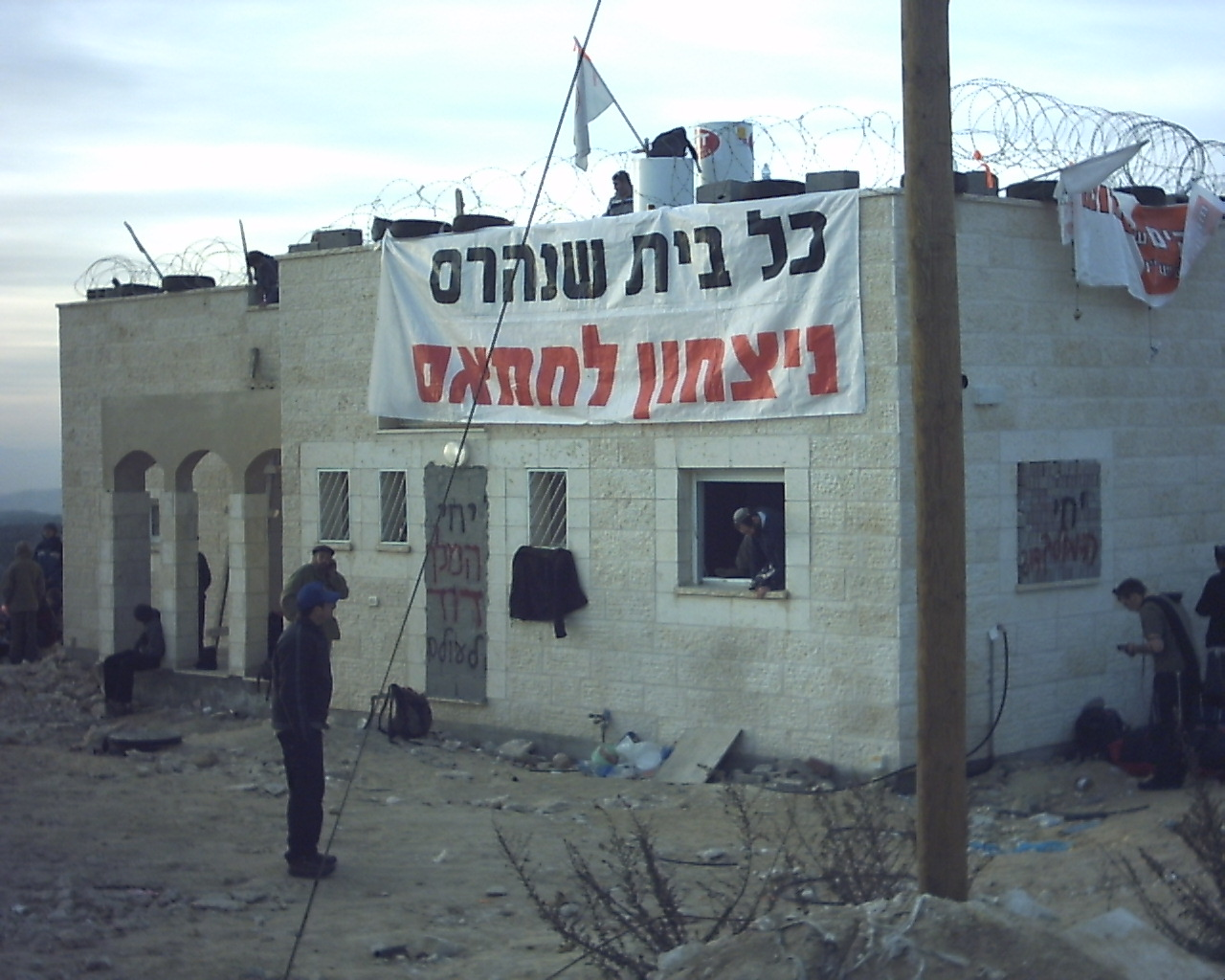
Bâtiment de l'avant-poste d'Amona.

La population des avant-postes compte généralement environ 400 personnes et ils sont généralement composés de constructions modulaires, telles que des caravanes, mais aussi de constructions plus avancées comme des logements permanents ainsi que des « routes pavées, des arrêts de bus, des synagogues et des terrains de jeux ».
Selon le rapport Sasson, de 2005, il existe quatre caractéristiques principales d'un avant-poste non autorisé :
- Le gouvernement n'a pris aucune décision pour l'établir et, en tout cas, aucun échelon politique autorisé n'a approuvé sa création.
- L'avant-poste a été établi sans statut légal de planification. Ce qui signifie, sans plan détaillé valide régissant la zone sur laquelle il a été établi, qui peut soutenir un permis de construire.
- Un avant-poste non autorisé n'est pas rattaché à une colonie existante et se trouve à au moins quelques centaines de mètres de distance à vol d'oiseau.
- L'avant-poste a été créé à partir du milieu des années 1990[5].

## Avant-poste et quartier
Le rapport Sasson définit l'avant-poste comme une implantation non autorisée et non rattachée à une colonie existante. S'il est attaché à une colonie, il est considéré comme un quartier non autorisé. De plus, les avant-postes peuvent être construits à l'intérieur ou au-delà des limites officiellement définies. Bien que le gouvernement israélien reconnaisse que les implantations construites sur des terres privées, appartenant à des Palestiniens, sont illégales, il leur fournit généralement une protection militaire, un accès aux services publics mais aussi d'autres infrastructures.
Les avant-postes diffèrent des quartiers en ce sens qu'ils sont construits à une distance considérable des colonies. Tout comme les avant-postes, des quartiers comme Ulpana à Beit El peuvent avoir été construits sans autorisation. Parce que la différence n'est pas claire, les disputes se multiplient souvent, lorsque de nouvelles maisons sont construites, créant ainsi une extension d'une colonie existante ou le début d'un nouvel avant-poste. Selon l'organisation La Paix maintenant, le gouvernement israélien joue à un jeu lorsqu'il légalise les avant-postes en tant que voisinage d'une implantation existante.

## Les différents types d'avant-postes

### Les avant-postes sur les terres de l'État et sur les terres privées
Israël fait la distinction entre les avant-postes construits sur les terres de l’État et ceux construits sur des terres privées palestiniennes. Depuis l' affaire Elon Moreh (en), en 1979, statuée devant la Cour suprême d'Israël, indiquant que ces terres appartenaient aux Arabes locaux, le gouvernement suit strictement la politique de ne pas autoriser de nouvelles colonies sur les terres palestiniennes privées.
Le gouvernement Netanyahou cherche à légaliser les avant-postes implantés sur les terres de l'État et à démanteler ceux qui se trouvent sur des terres privées. Comme ces terres d'État font partie des Territoires occupés, l'autorisation ne peut les rendre légales pour Israël, qu'en vertu de la loi. Au regard du droit international leur statut illégal ne change pas.
Pour Israël, en Cisjordanie, il existe deux types de terres d'État :
- Les terres enregistrées en tant que terres domaniales sous la domination jordanienne, saisies en 1967, déclarées et enregistrées en tant que terres domaniales, en vertu de l'Ordonnance militaire n ° 59 (1967).
- Les terres d’État, déclarées après 1979, en vertu de la législation modifiée.

La plupart des terres de l’État appartiennent à ce dernier type. Selon l'ONG B'Tselem, la déclaration en tant que terre d’État est douteuse dans de nombreux cas. Israël affirme appliquer les lois foncières ottomanes, mais utilise une interprétation de la loi qui diffère des règles ottomanes, britanniques et jordaniennes. Cette dernière n'a jamais utilisé la déclaration des terres de l'État comme méthode de confiscation des terres. Le droit international interdit à la puissance occupante de modifier la législation locale en vigueur, à la veille de son occupation, dans la zone occupée, à moins qu'un tel changement ne soit nécessaire pour des besoins de sécurité ou pour le bénéfice de la population locale.

### Les avant-postes factices
Les avant-postes factices sont des avant-postes inhabités. Certains d'entre eux étaient utilisés pour détourner l'attention de l'Armée de défense d'Israël afin d'empêcher l'évacuation des avant-postes occupés. D'autres sont destinés à améliorer les positions de négociation en offrant des avant-postes supplémentaires à démanteler et pour montrer au monde que l'État détruit bien des avant-postes. L'idée des avant-postes factices est attribuée à Ze'ev Hever, un ancien dirigeant de l'organisation juive terroriste Jewish Underground (en). Le rapport Sasson a démontré que la plupart des avant-postes évacués n'étaient pas peuplés.

### Les avant-postes militaires
En théorie, les avant-postes militaires sont des occupations temporaires à des fins stratégiques et non pour l'établissement de populations civiles. Dans les territoires occupés, cependant, ils sont devenus le principal moyen de créer ces colonies civiles. En Palestine, des colonies de Nahal sont installées, dès 1951.

## Source de la traduction
- (en) Cet article est partiellement ou en totalité issu de l’article de Wikipédia en anglais intitulé « Israeli outpost » (voir la liste des auteurs).